# Пальмбургский мост
Пальмбургский мост (нем. Palmburger Brücke, также Берлинский мост) — автодорожный мостовой переход в Калининграде через старое и новое русла Преголи, часть южного обхода Калининграда. Построен в 1938 году.
Левый мост, частично разрушенный во время Великой Отечественной войны, был восстановлен лишь в 2016 году. После реконструкции исторический облик не сохранился.
Руины имели сходство с разведённым мостом, что породило известную городскую легенду (см. ниже). Вид моста часто использовался кинематографистами в фильмах военной тематики, таких как «Встреча на Эльбе», «Женя, Женечка и „катюша“», «Щит и меч» и других.

## Название
Название «Пальмбург» (с нем. — «Пальмовый город») происходит от названия имения с сельскохозяйственным производством, располагавшегося рядом с мостом. Владелец имения выращивал в оранжереях экзотические растения, среди которых были и пальмы.
После передачи части Восточной Пруссии Советскому Союзу за мостом среди русскоязычного населения закрепилось название «Берлинский мост», старое название практически не использовалось.

## Конструкция
Бытует мнение, что отступающие немецкие войска развели мост, и за последующие шестьдесят лет его так и не свели. Вопреки городской легенде, мост являлся не разводным, а сборно-монолитным. Отдельные блоки бетонировались непосредственно на мосту. Мост следует назвать разрезным, а с учётом размещения большинства опор на суше — эстакадным.
Особенностью моста являлось то, что на опорах, расположенных на берегах Старой и Новой Преголи, размещались удлинённые пролётные строения, консолями направленными в сторону русел. На консолях размещались специальные вставки. Узлы моста находились в устойчивом равновесии, однако в опорах были предусмотрены минные камеры, куда можно было заложить взрывчатку, что позволило бы в нужный момент вывести мост из строя.
В ночь с 29 на 30 января 1945 года комендант кёнигсбергской крепости генерал Отто фон Ляш приказал взорвать Пальмбургский мост, чтобы сдержать наступление советских войск. Как и планировалось архитекторами, вставки упали в реку, уменьшив при этом глубину на её фарватере. Советские войска были вынуждены перейти к длительной осаде, продлившейся вплоть до 6 апреля 1945 года.
После прорыва фронтов через рукава Преголи были построены низководные деревянные мосты, а по суше — проложена бревенчатая гать. В начале 1970-х годов была восстановлена одна из проезжих частей.

## Реконструкция мостового перехода
В 2000-х годах появились проекты реконструкции моста. В 2012 году началось сооружение 22 опор под новый мост рядом с Берлинским. 9 декабря 2013 года состоялась церемония пуска технического движения по новому мосту на Южном обходе Калининграда.
В декабре 2014 года после ввода в эксплуатацию нового моста начата реконструкция второго моста в составе второй очереди реконструкции Берлинского мостового перехода через реки Старая и Новая Преголи, расположенного выше по течению от нового моста. Сначала были демонтированы пролётные балки старого моста (правого), эксплуатировавшегося до 9 декабря 2013 года, и развалины взорванного в 1945 году немцами второго моста (левого).
13 января 2015 года во время разборки опоры старого моста, конструкция рухнула. Погибли четверо рабочих, еще двое пострадали. По предварительным данным, все они находились на мосту, там же находилась тяжелая строительная техника.
Существующие опоры были усилены, затем на них положили новые пролеты из сталежелезобетонных балок, установили освещение и барьерное ограждение. Кроме того, отремонтировали более километра подъездной дороги к путепроводу.
Сохранение пролётов старого Берлинского моста рассматривалось при выборе проекта реконструкции, однако эта идея в итоге не была реализована. По словам специалистов, подобный вариант оказался невозможен из-за дороговизны и усталости пролётов моста.
7 декабря 2016 года второй мост сдан в эксплуатацию. Фактически это мост-эстакада, так как его бо́льшая часть пролегает над поверхностью земли.
Полная длина мостового перехода 1490 м, в том числе:
- длина моста – 640 м;
- протяжённость подходов – 850 м;
- схема моста: (3х27,0)+(36,4+64,5+36,4)+3х(3х27,0)+(36,4+64,5+36,4)+(3х27,0) м;
- габарит проезжей части 2х Г-13,25 с устройством тротуаров шириной 1,5 м[8].